# Pista News
O Pista News é uma plataforma digital - focada em assuntos sobre geopolítica carioca - reconhecida internacionalmente, fundada no ano de 2018 e que, faz parte do Grupo Pista. A sede do Grupo Pista e do Pista News ficam localizadas na cidade do Rio de Janeiro. A organização possui um think tank, por trás de cada projeto - secreto ou não - que seja executado ou planejado. A organização costuma desenvolver soluções criativas e inovadoras.
Para executar algumas criações inéditas e inovadoras com metodologias únicas, o Grupo Pista realizou estudos internos para estabelecer a melhor forma de atuar em determinadas situações. Além de estudar o que fazer, como e quando, houve um divisão de tarefas entre equipes.
A equipe Recon obteve conhecimentos específicos para conseguir realizar o projeto de mapear as localidades com o maior cuidado possível, para que o caso do jornalista Tim Lopes, não se repetisse. No ano de 2018, depois de muito planejamento e organização de como executar o projeto, o Grupo Pista deflagrou o início de um dos projetos mais arriscados no âmbito investigativo e também de dados, o projeto de mapear cada localidade dominada por organizações criminosas, começando pelo estado do Rio de Janeiro.

No Rio de Janeiro, existem 5 organizações criminosas que predominam no estado carioca. a Amigo dos amigos (ADA), o Comando Vermelho (CV), a organização paramilitar carioca, conhecido como Milícia, a facção Terceiro Comando (TCP) e, recentemente, com a facção Primeiro Comando da Capital (PCC). A organização Pista News foi pioneira na utilização de todas as versões do mapa político das organizações criminosas que comandam territórios por localidade do Brasil. A organização utilizou o Mapa Político das Comunidades para ilustrar de maneira gráfica as regiões que eram alvos de operações policiais ou conflitos entre organizações - criminosas - rivais.
O Pista News também age em conjunto com o setor de inteligência do Grupo Pista, onde o Pista News é responsável por divulgar algumas informações, que são de interesse público, sobretudo informações que são "ignoradas" pela mídia tradicional e que afetam diretamente no quotidiano carioca.

## Criações, projetos públicos e atuação
A organização Pista News atua na divulgação dos projetos públicos, que foram planejados e desenvolvidos pelo Grupo Pista. Além de divulgar os projetos públicos desenvolvidos pelo Grupo Pista. Um dos projetos que serve/serviu de base para inúmeros outros projetos é o projeto Mapa Político das Comunidades. Este projeto - semi secreto - foi idealizado, planejado e executado por integrantes do Grupo Pista, que compõe a equipe Recon, responsável por coletar e reunir informações importantes para o desenvolvimento e aceleração do projeto do Mapa Político das Comunidades, atuando tanto em campo, quanto online. Um projeto - público - idealizado pelo Pista News e pelo Fogo Cruzado em conjunto com o Disque denúncia, a Universidade de São Paulo (USP) e a Universidade Federal Fluminense (UFF) é o Mapa dos grupos ArmadosMapa dos grupos Armados,  o mapa tem como objetivo auxiliar o trabalho de pesquisadores, jornalistas, gestores públicos, operadores do sistema de justiça criminal e, de forma mais geral, informar a opinião pública. No Estado do Rio de Janeiro, a descrição histórica do controle territorial armado é uma das variáveis mais importantes para a área de Segurança Pública, dado que há mais de trinta anos existem disputas pelo controle de diversas localidades entre diferentes grupos armados. O estudo comprovou que cerca de 60% da cidade do Rio de Janeiro em 2019 estava controlada por milicianos, Além disso, comprova também que, apenas 1,9% da cidade carioca está livre da atuação de organizações criminosas.

## Metodologia
O projeto foi executado por 5 organizações com reconhecida experiência na área de segurança pública (Fogo Cruzado, Pista News, Disque Denúncia, Geni / UFF e Nev / USP). A base de dados do Disque Denúncia foi escolhida como fonte primária para classificar a presença e o controle de grupos armados em certas áreas, devido à sua riqueza de detalhes e cobertura territorial e temporal. Para o protótipo 2019, foram analisadas 37.883 denúncias anônimas, que mencionavam milícias ou tráfico de drogas, utilizando técnicas de linguagem de processamento natural. Destes, 10.206 foram considerados válidos após um processo de reconhecimento dos grupos mencionados e do tipo de atividade citada. As denúncias válidas foram georreferenciadas, plotadas no mapa e processadas a partir de mapas poligonais, obedecendo a critérios estatísticos / matemáticos, identificar se cada polígono foi ou não controlado pelos grupos estudados. Os mapas de polígonos foram construídos a partir da expertise do Pista News em mapeamento de favelas e conjuntos habitacionais (unidades geográficas informais, menores que os bairros oficiais reconhecidos pelas prefeituras). O processo resultou em um mapa que expõe a classificação de cada polígono identificado de acordo com o grupo dominante (ADA, CV, TCP ou Milícia) ou como área em disputa, segundo dados de 2019.

## Domínio de grupos criminosos na cidade do Rio de Janeiro
De acordo com a pesquisa realizada pelas organizações, a Milícia domina 41 bairros, o Comando Vermelho domina 39 bairros, o Terceiro Comando Puro domina 13 bairros e a Amigo dos Amigos domina 3 bairros.
Em extensão territorial a Milícia controla cerca de 687km², o Comando Vermelho controla aproximadamente 135km², o Terceiro Comando Puro controla 44km² e a  Amigo dos Amigos controla "apenas" 3km².

## Prêmios
O Mapa dos Grupos Armados foi finalista do prêmio Sigma Awards de 2021, o prêmio busca o projeto de dados com melhor potencial em auxiliar o próximo. O prêmio celebra o melhor jornalismo de dados do Mundo.
Ainda no ano de 2021, o Pista News foi finalista do troféu Rastilho - troféu Rastilho, que é uma categoria de trabalhos que não precisam ser conduzidos por jornalistas.